# GLAY ARENA TOUR 2013 “JUSTICE & GUILTY” in YOKOHAMA ARENA
『GLAY ARENA TOUR 2013 “JUSTICE & GUILTY” in YOKOHAMA ARENA』（グレイ・アリーナ・ツアー・2013・ジャスティス・アンド・ギルティー・イン・よこはま・アリーナ）は、GLAYが2013年6月5日にリリースしたライブDVD及びBlu-ray。

## 概要
『GLAY STADIUM LIVE 2012 THE SUITE ROOM in OSAKA NAGAI STADIUM Supported by glico』にて発表された「GLAY 7 BIG SURPRISES」の第3弾として開催されたアリーナツアー「GLAY ARENA TOUR 2013 “JUSTICE & GUILTY”」の2013年3月10日横浜アリーナ公演を収録。早くツアーの映像が観たいというファンからのリクエストと、その思いに応えたいというGLAYの考えにより、本公演終了後にDVD・Blu-ray化が発表され、GLAY史上最速でのリリースとなった。
特典映像には、舞台裏のドキュメント、メンバー、スタッフのインタビューなどを収録した「GLAYライブを徹底解剖」。今ツアーの名シーン・迷シーンに最優秀賞を贈呈する「GLAYアカデミー賞 &ラジー賞」。「WHO KILLED MY DIVA」オープニング映像を収録。更にライブ本編では、歌詞表示ON・OFFの機能が付く。また、2013年7月28日・7月29日開催の「GLAY Special Live 2013 in HAKODATE GLORIOUS MILLION DOLLAR NIGHT Vol.1」のチケット先行予約チラシが封入される。
一般販売はされておらず、GLAYのオフィシャルストアG-DIRECTでの限定販売である。
発売を記念して、2013年6月15日 22:00からニコニコ生放送上で、「GLAY アリーナツアー“JUSTICE ＆ GUILTY”リリース記念24時間特番」を放送。本作品から一部の映像およびこれまでの過去ライブ映像やミュージックビデオなどを織り交ぜながら、GLAYの歴史と最新のGLAYの"今"を一気に体験できる内容となっている。

## 収録曲

### 本編
1. WHO KILLED MY DIVA
2. Super Ball 425
3. VERB
4. My Private "Jealousy"
5. PARADISE LOST
6. 華よ嵐よ
7. everKrack
8. 初恋を唄え
9. Together
10. SMILE
11. JUSTICE [from] GUILTY
12. 棘
13. FATSOUNDS
14. 真昼の月の静けさに
15. 傷だらけの太陽
16. FACTORY
17. ROCK'N'ROLL SWINDLE
18. 彼女の“Modern…”
19. Ruby's Blanket
20. 運命論
21. 冬の遊歩道
22. ピーク果てしなく ソウル限りなく
23. BEAUTIFUL DREAMER
24. Bible

### 特典映像
1. GLAYライブを徹底解剖
2. GLAYアカデミー賞 &ラジー賞
3. 「WHO KILLED MY DIVA」オープニング映像